# 長谷川にか
長谷川 にか（はせがわ にか、1994年12月29日 - ）は千葉県出身のグラビアアイドルである。ポセイドンエンターテイメントに所属。SJCメンバーのメンバーである。

## 人物
- 特技は、マット体操・絵を描く事。
- 趣味は、絵を描く事・オシャレをする事・パラパラ。
- 高校では美術部に所属している。チアリーダーでもある。[1]
- ベースギターを弾いておりバンド活動も行っている。[2]

## DVD
- はじめまして 長谷川にか 14歳 中3（2009年9月11日、サンクチュアリ）
- 長谷川にか 14歳 中3 メニューはにかワールド（2009年11月27日、サンクチュアリ）
- ☆はっぴークリスマス★（2009年12月18日、サンクチュアリ） - 他の出演者：三花愛良、櫻井あや、広瀬リリナ、芹沢南、大谷彩夏、高岡未來
- 長谷川にか 14歳 中3 にかちゃんハウス（2010年1月8日、サンクチュアリ）
- ドキドキ・バレンタイン大作戦 〜恋する女子8人〜（2010年2月5日、サンクチュアリ） - 他の出演者：三花愛良、葉月めぐ、桃瀬なつみ、櫻井あや、芹沢南、高岡未來、大谷彩夏
- 長谷川にか 14歳 中3中学生卒業〜メイドにかちゃんは見た！〜（2010年3月26日、サンクチュアリ）
- 長谷川にか 14歳 中3 競泳水着SP（2010年5月21日、サンクチュアリ）

## CD
- アニメ★MAX presents じょしこうせいばんど!（2010年2月10日、ジェネオン）

バンド名：ベティ＆マニア
ボーカル：夢本エレナ
ギター：高岡未來
ベース：長谷川にか